# 济南长途汽车总站
36°41′07″N 116°59′12″E / 36.68525°N 116.98669°E
济南长途汽车总站，位于中国山东省济南市济泺路131号，为一级公路客运站，是中国最大的汽车客运枢纽之一。

## 沿革
1954年，山东省运输公司济南分公司被撤销，并分为国营山东省运输公司济南汽车总站、泰安汽车总站、济南汽车修理厂。1956年7月，济南汽车总站与泰安汽车总站合并成立国营山东省运输公司济南分公司，8月更名为国营山东省汽车运输公司济南分公司。
1990年，济南当地政府计划修建新的汽车总站。并于1991年1月1日开工，工程总投资2400万元，建筑面积13936平方米。该站由航空航天部第七设计院设计（设计师为郭奕雄），济南第四建筑工程公司施工。占地面积6265平方米，建筑面积13984平方米，其中营业大厅11000平方米。地上10层，建筑总高42米。采用框架结构体系，营业大厅顶部采用球体圆形网架结构。1992年12月8日，新修建的济南长途汽车总站建成并投入使用，是当时中国最先进的公路客运站之一。1997年8月，中华人民共和国交通部批准济南长途汽车总站、青岛长途汽车站、烟台汽车站等16个汽车客运站为全国一级汽车客运站。

## 经营
济南长途汽车总站隶属山东省交通运输集团。截至2015年，济南长途汽车总站占地110亩，设有48个微机售票窗口，168个发车位，发车方向辐射全省各地、市、县及邻省96个地区，日发班次3012个，中高档班车占营运车辆的75％以上，日发送量5.3万人次，高峰时日发量高达11万人次。

## 班车路线

### 山东省内
省内班车覆盖省内各县市。

### 省级班车
省级班次有北京、上海、天津、重庆、沈阳、赤峰、呼和浩特、包头、石家庄、太原、西安、银川、成都、广州、福州、杭州、合肥、南京、洛阳、商丘、郑州、武汉、南昌、徐州等城市。